# Alberto Bernis
Alberto Bernis (San Pedro de Jujuy, 26 de abril de 1959) es un político argentino perteneciente al partido político Unión Cívica Radical. Se desempeñó como diputado provincial de Jujuy y actualmente ocupa el cargo de vicegobernador.

## Biografía
Alberto Bernis fue electo diputado provincial en 1999 para el periodo 1999-2003 y en 2005 fue nuevamente electo diputado cargo en que fue reelecto en 2009, 2013, 2017 y 2021.
El 22 de diciembre de 2019 asumió como presidente del Comité Provincia de Jujuy, remarcó el camino que ha trazado Gerardo Morales cómo gobernador y el cual deben continuar.

### Vicegobernador de Jujuy
En las elecciones provinciales de Jujuy de 2023 fue electo vicegobernador de Jujuy acompañando a Carlos Sadir, logrando el 49,52% de los votos. Bernis aseguró que en la legislatura van a "tener mayoría propia" lo cual "nos da mayor responsabilidad, eso significa que vamos a trabajar con mayor responsabilidad, como siempre”.